# Melanophryniscus vilavelhensis
Espèce
Melanophryniscus vilavelhensis est une espèce d'amphibiens de la famille des Bufonidae.

## Répartition
Cette espèce est endémique de l'État du Paraná au Brésil. Elle n'est connue que de sa localité type située dans le Parque Estadual de Vila Velha dans la municipalité de Ponta Grossa, à 824 m d'altitude.

## Description
Melanophryniscus vilavelhensis mesure de 12,8 à 14 mm pour les mâles et la seule femelle connue à la date de la publication originale mesure 17,2 mm. Son dos est brun roux avec de petites verrues noires. Sa face ventrale est noire avec des taches blanches ou rouge clair.

## Étymologie
Son nom d'espèce, composé de vilavelh[a] et du suffixe latin -ensis, « qui vit dans, qui habite », lui a été donné en référence au lieu de sa découverte, le Parque Estadual de Vila Velha.

## Publication originale
- (en) Steinbach-Padilha, 2008 : A new species of Melanophryniscus (Anura, Bufonidae) from the Campos Gerais region of Southern Brazil . Phyllomedusa, vol. 7, no 2, p. 99-108 (texte intégral).